# Rövidcsőrű lúd

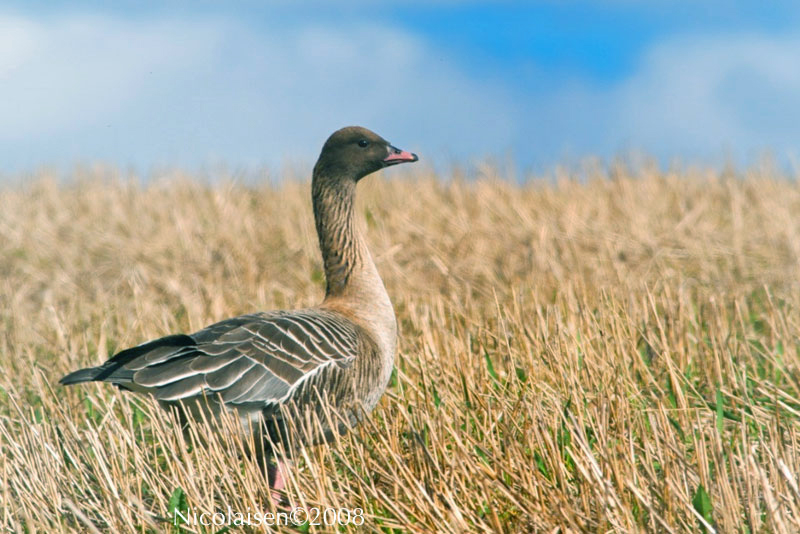

A rövidcsőrű lúd (Anser brachyrhynchus) a madarak osztályának a lúdalakúak (Anseriformes) rendjébe, ezen belül a récefélék (Anatidae) családjába tartozó faj.
Önálló fajként írták le és kezelik ma is de az újabb felfogás szerint a rövidcsőrű lúd csak a vetési lúd (Anser fabalis) szigetszerű elterjedésű alfaja, és Anser fabalis brachyrhynchus-nak kellene nevezni. Mivel terepen könnyen megkülönböztethető a vetési lúdtól, ezért sok rendszer továbbra is önálló, talán éppen most kialakuló fajként kezeli, amely hosszú földrajzi elszigeteltség következtében elszakadt a szárazföldi vetési lúdtól.

## Elterjedése, élőhelye
Grönlandon, Izlandon és a Spitzbergákon költ, télen délre vonul. Tajgák, erdők, kopár tundrák, kisebb tavak, mocsarak közelében tartózkodik. Költőterületei zöld oázisként helyezkednek el a növényzetben szegényes kőmezők között.

## Kárpát-medencei előfordulás
A Magyarországon alkalmi vendég.

## Megjelenése
Nagyon hasonlít a közeli rokon vetési lúdra, olyan mint az, csak kisebb kiadásban. Feje és nyaka sötétebb, mint a vetési lúdé.
Hossza 60–75 centiméter, a szárnyfesztávolsága 135–170 centiméteres, testtömege pedig 1800–3300 gramm. A tojó kicsit kisebb és könnyebb mint a hím. Jellegzetessége, rövid csőre és rózsaszín lába.

## Életmódja
Rövidtávú vonuló madár. A Spitzbergákon élő ludak októberben Skandinávia fölött vonulnak kelet-hollandiai telelőhelyeikre, a grönlandi és izlandi állatok októberben együtt vándorolnak Skóciába és Angliába, ahol nyugodt tengeröblökben telelnek. Ebből arra lehet következtetni, hogy Grönlandot izlandi rövidcsőrű ludak népesítették be, méghozzá nem is olyan hosszú idővel ezelőtt.
A ludak többsége márciusban indul vissza fészkelőhelyére. Április közepén érkeznek északra, és augusztus végéig maradnak ott. A nyílt tenger felett vonulnak. Télen nedves mezőkön, learatott szántóföldeken vagy az őszi vetésekben legelészve töltik napjaikat, és gyakran több kilométernyire lévő tengeröblök homokpadjain vagy sekély vizében éjszakáznak. Vonuláskor ferde vonalban vagy V alakban repülnek.
A többi lúdféléhez hasonlóan csak növényeket eszik. Költőterületén bogyók teszik ki tápláléka nagy részét, de röviddel hóolvadás után, amikor még nincsenek friss fűszálak, mohákkal és zuzmókkal kell beérnie. Téli szállásain a reggeli szürkületkor indul a legelőkre, és csak akkor száll le, miután többször körberepülte a területet. Ha nem zavarják, csak naplemente után tér vissza hálóhelyére

## Szaporodása

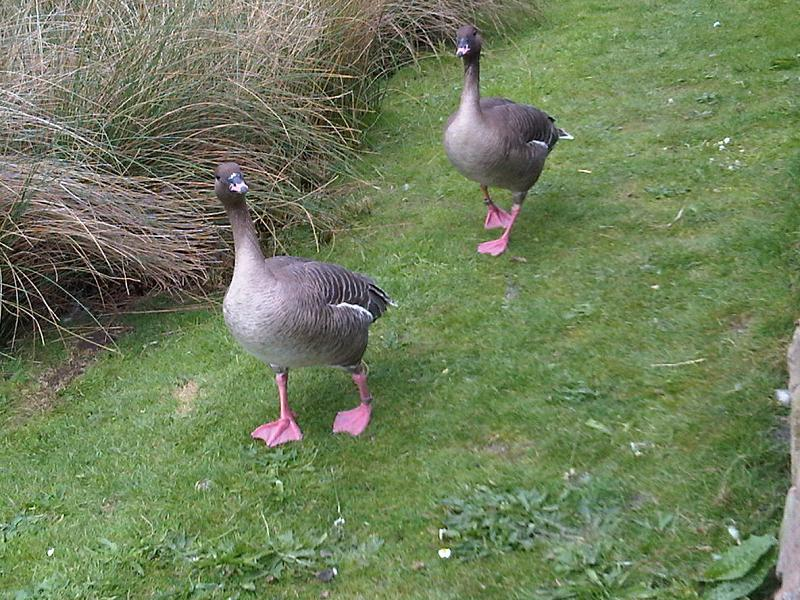
Rövidcsőrű ludak az angliai WWT London Wetland Centre-ben

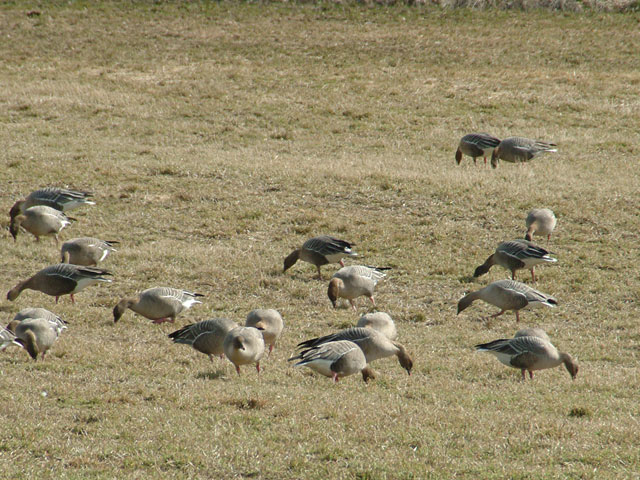
Legelésző rövidcsőrű ludak

Laza telepeken költ. A fiatal párok első téli vonulásukon állnak össze, és életük végéig hűségesek maradnak egymáshoz. A tojó építi a fészket, mélyedést keres egy magaslaton, és növényi részekkel, pehelytollakkal béleli ki. A kedvező fészkelőhelyeken, melyeket évek óta használnak, a rendszeres trágyázás következtében friss, zöld füvekből álló gyűrű alakul ki. A költési időszakban a gúnár a fészek közelében őrködik. A költés Izlandon május második harmadában kezdődik, az északabbra fekvő Spitzbergákon június első felében.
Északi, hómentes területeken, talajmélyedésbe készíti fészkét. A fészekalja 4-5 tojásból áll, melyen 28 napig kotlik. Az utolsó tojás lerakása után kezdődik el a kotlás. A szülők közösen gondozzák fiókáikat, melyek 7 hét után már repülnek. Röviddel röpképességük elérése után beköszönthet a tundrán a tél. A fiatal madaraknak készen kell állniuk az útra. A kislibák kikelése után mintegy két héttel a szülők levedlik evezőtollaikat. Mint minden lúdfélénél, ezek nagyjából egyszerre hullanak ki. Már néhány nappal a vedlés előtt röpképtelenné válnak, és kb. 30 napig nem tudnak repülni. Az északi pusztaságokon élő ludaknak a fiókanevelés időszaka a legkedvezőbb a veszélyes vedlésre. Korábban az izlandiak lekerített területekre terelték össze a röpképtelen ludakat, hogy megfogják és megegyék őket.

## Védettsége
Magyarországon védett, természetvédelmi értéke 25 000 Ft.